# Josep Maria Sala i Grisó
Josep Maria Sala i Griso (Barcelona, 17 de desembre de 1945) és un polític català.

## Família
Josep Maria Sala és besnebot de Nemesi Ponsati, nebot valencià de Maria del Carme Ponsati i de Roser Ponsati i cosí prim de Clara Ponsatí i d'Agnès Ponsati.

## Biografia

### Activitat política
Es graduà com a enginyer industrial a l'Escola Tècnica Superior d'Enginyers Industrials de Barcelona (ETSEIB). Ha treballat com a enginyer industrial i informàtic d'IBM i SAE. Fou delegat del Sindicat Democràtic d'Estudiants (1964-1968) i participà en la Caputxinada.
Des de 1970 ha estat vocal i secretari de la Junta de Govern del Col·legi Oficial d'Enginyers Industrials de Catalunya i membre de l'Associació de Tècnics d'Informàtica. Secretari nacional del PSC-PSOE, membre del Comitè Federal del PSOE i afiliat a la UGT. És soci d'Òmnium Cultural, de la Creu Roja Espanyola, de la Fundació del Congrés de Cultura Catalana i de la Fundació Rafael Campalans.
Fou elegit diputat al Parlament de Catalunya a les eleccions de 1984, 1988, 1992 i 1995, i fou designat senador per Catalunya del 1989 al 1997. Fou membre de la Diputació Permanent del Parlament de Catalunya el 1984-1992.

### Implicació al cas Filesa
Juntament amb el seu company de partit Carlos Navarro i Gómez es va veure implicat en el cas Filesa sobre el finançament irregular al PSOE i fou condemnat per la Sala Segona del Tribunal Suprem d'Espanya el 28 d'octubre de 1997 per delictes de falsedat en document mercantil i associació il·lícita a dues penes d'un any de presó, sis d'inhabilitació i una multa. Aquell any va abandonar els seus càrrecs polítics. Fou empresonat al Centre Penitenciari de Can Brians, fins que fou alliberat el 9 de desembre de 1997 per haver-se-li admès un recurs d'empara al Tribunal Constitucional d'Espanya, qui va anul·lar la sentència el 4 de juny de 2001.